# Martinus Nijhoffbrug
De Martinus Nijhoffbrug is een kabel- of tuibrug over de rivier de Waal nabij Zaltbommel in de A2 op Rkm 933,6. De brug werd op 18 januari 1996 geopend door minister Jorritsma van Verkeer en Waterstaat. De brug is de vervanging van de oude en te smalle Bommelse Brug uit 1933, die in april 2007 werd gesloopt.
De brug is genoemd naar de dichter Martinus Nijhoff. In het wellicht bekendste sonnet van Martinus Nijhoff, De moeder de vrouw, vertelt de dichter dat hij naar (Zalt)Bommel gaat om de (toen nieuwe) brug te zien, de voorganger van de huidige brug. In het gedicht wordt overigens niet zozeer de brug bezongen, als wel de psalmzingende vrouw die op een schip voorbijvaart.
De brug heeft aan de westzijde een van het snelverkeer gescheiden rijbaan voor langzaam verkeer, waaronder voetgangers.
Ten oosten van de Martinus Nijhoffbrug ligt de spoorbrug (Dr. W. Hupkesbrug) uit 1869.

## 1 aprilgrap
Op 1 april 2012 was de Martinus Nijhoffbrug doelwit bij een grap. Iemand zou een kabel van de brug hebben zien bewegen. Hierop zou Rijkswaterstaat in opdracht van het KLPD op het water en op het land de brug gaan inspecteren. Rijkswaterstaat zou een ingenieur in dienst hebben, met T.W. Lirpanee (omgedraaid: Eenapril) als naam. De ophef kwam via het socialemediaplatform Twitter tot stand. Het bleek echter niet waar te zijn. De Landelijke Informatiedienst van Rijkswaterstaat heeft op diverse manieren moeten laten weten, aan weggebruikers, dat het niet waar was.

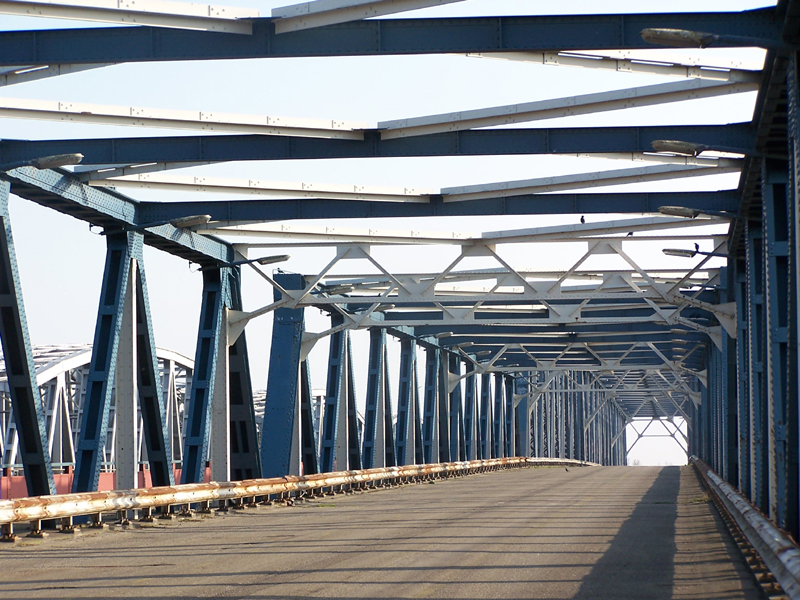
De oude Bommelse Brug
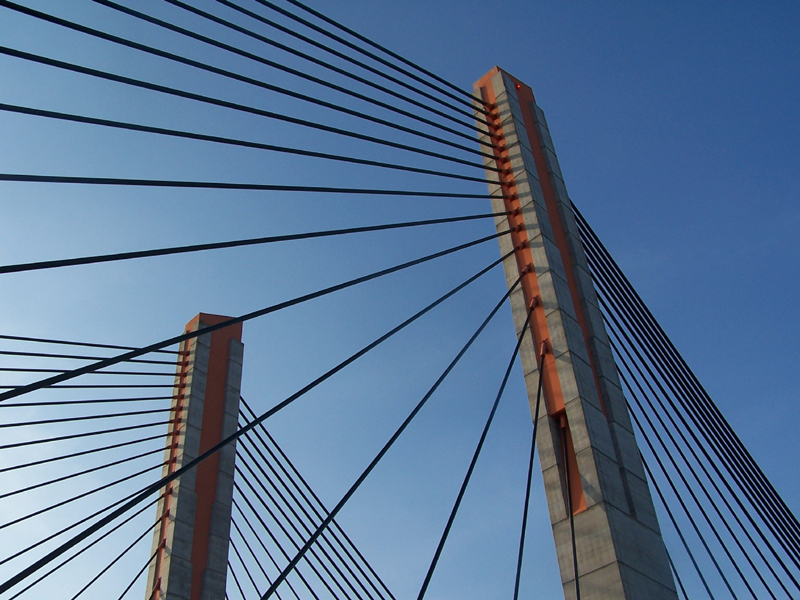
Martinus Nijhoffbrug